# Frederick Fortune
Frederick Fortune   (Lake Placid, 1 d'abril de 1921 - Burlington, 20 d'abril de 1994) fou un pilot de bob estatunidenc que va competir entre les dècades de 1940 i 1960.
El 1948 va prendre part en els Jocs Olímpics d'Hivern de Sankt Moritz, on guanyà la medalla de bronze en la prova de bobs a dos, formant equip amb Schuyler Carron, del programa de bob. Quatre anys més tard, als Jocs d'Oslo, fou setè en la mateixa prova del programa de bob. En el seu palmarès també destaquen tres medalles de bronze al Campionat del món de bob, entre 1949 i 1965.
Durant la Segona Guerra Mundial va servir com a esquiador a la 10a Mountain Division Ski Troops i va rebre l'Estrella de Bronze.